# Stimorol

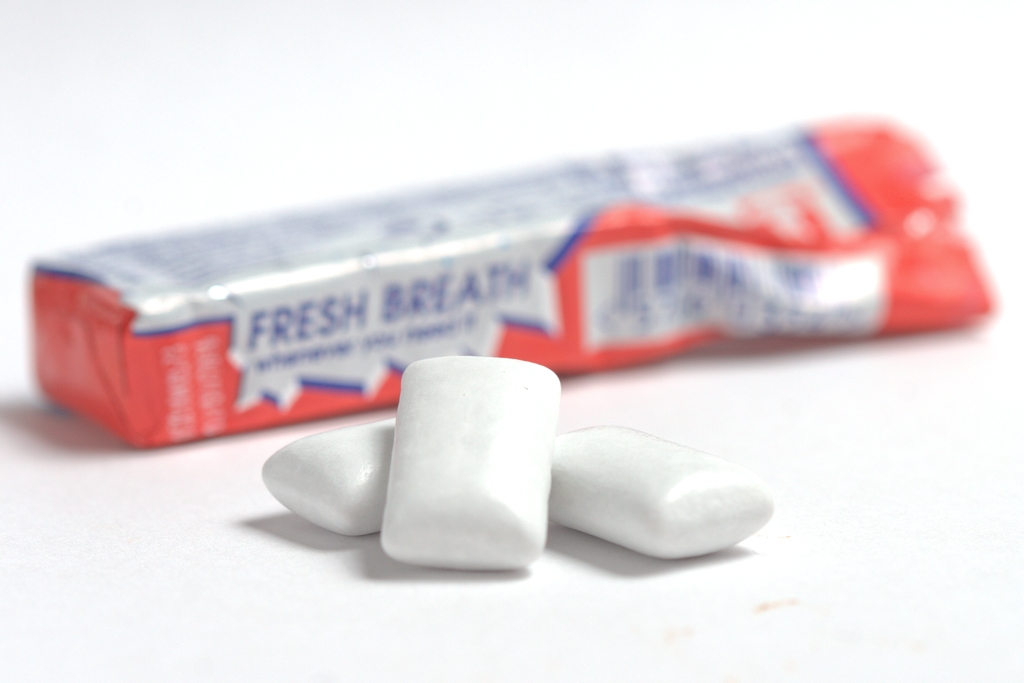
Guma do żucia Stimorol

Stimorol — marka gumy do żucia pierwotnie produkowana od 1956 przez duńską firmę Dandy a następnie Cadbury Schweppes, Kraft Food, Mondelez International,  Perfetti Van Melle.

## Historia

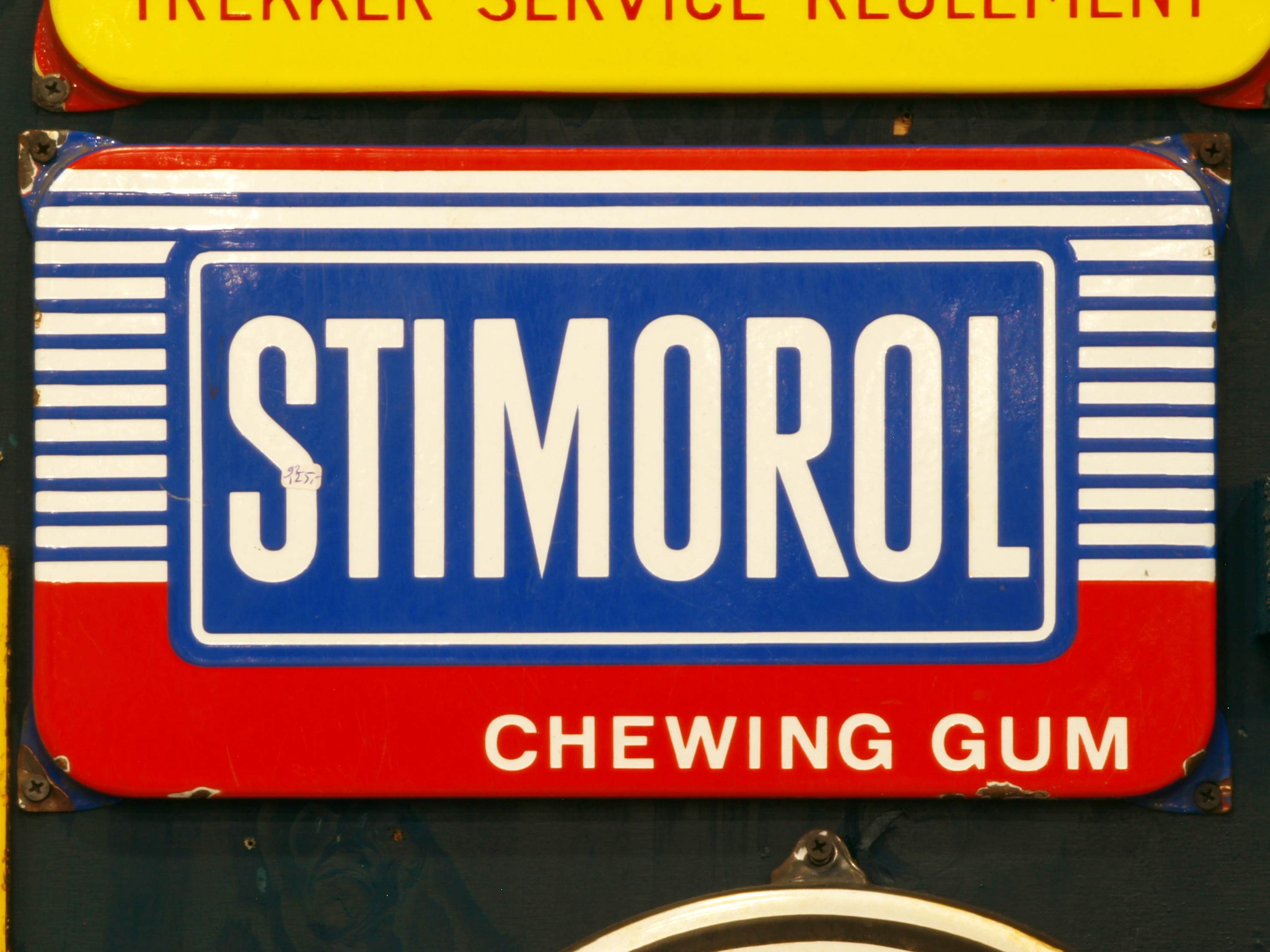
Logo marki Stimorol

W 1915 roku Holger Sørensen założył fabrykę słodyczy w Vejle w Danii jako Vejle Caramel-og Tabletfabrik, później przemianowana na Dansk Tyggegummifabrik A/S. Sørensen zawsze szukał nowych możliwości i gdy na wystawie w Londynie zwrócił uwagę na nowy produkt – gumę do żucia, kupił przepis i zaczął eksperymentować z własnym produktem. Jego pierwsza guma do żucia, Vejle Tyggegummi, została wprowadzona na rynek duński w styczniu 1927 roku i odniosła natychmiastowy sukces. W 1939 roku producent gumy do żucia przyjął nazwę Dandy, i jako marka Dandy pojawiła się po raz pierwszy.
Po śmierci Holgera Sørensena w 1943 roku, jego syn, Erik Bagger-Sørensen, przejął firmę wraz z matką. Po II wojnie światowej przejął wyłączną odpowiedzialność za zarządzanie firmą. Firma Dandy weszła w okres mocnego rozwoju inwestując w nowe fabryki, możliwości eksportowe i nowymi produkty. W 1956 roku firma wprowadziła do sprzedaży markę gum do żucia Stimorol, która stał się najpopularniejszą marką gum do żucia w portfolio firmy Dandy. Początkowo był sprzedawany tylko w Skandynawii, ale później stał się dostępny w innych krajach w całej Europie, począwszy od Holandii w 1959 roku. W 1978 roku firma wprowadziła gumę bez cukru, a do lat 90. miała ona różne smaki owocowe i miętowe. W latach 90. marka pojawiła się w Polsce i w Rosji. W Rosji popularność zyskała w dużej mierze dzięki udanej reklamie i atrakcyjności elementów designu opakowań zbliżonych do kolorów flagi amerykańskiej. Od 1995 do 1997 roku firma była sponsorem Mistrzostw Rosji w piłce nożnej, a podczas trzyletniego sponsoringu tytularnego Stimorol zapłacił nieco ponad 2 miliony dolarów z 10 dolarów otrzymanych przez PFL. Rosyjska Liga Piłki Nożnej została nazwana Ligą Stimorol. We wczesnych latach Stimorol sponsorował rosyjską narodową drużynę hokeja na lodzie. W latach dziewięćdziesiątych sponsorował także telewizyjne prognozy pogody i imprezy studenckie na Uniwersytecie Moskiewskim. W 1999 roku Dandy A/S zbudował fabrykę gumy do żucia sprzedawanej pod markami Stimorol i Dirol w Wielkim Nowogrodzie. W ten sposób Rosja stała się największym rynkiem zbytu gum Stimorol. Według badania przeprowadzonego przez socjologiczną firmę internetową "Instytut Opinii Publicznej »Kwestionariusz«" w 2019 roku, cytowanego na stronie internetowej publikacji "Roskaczestwo", Stimorol stał się najbardziej rozpoznawalną marką gumy do żucia w Rosji, wiedziało o tym 72% respondentów.
W 2002 roku Cadbury Schweppes przejął od rodziny Bagger-Sørensen marki gum do żucia firmy Dandy A/S: Stimorol, V6 i Dirol, po czym zmieniono nazwę gum do żucia na Trident, pozostawiając markę Stimoroll. Pozostała część firmy Dandy A/S została przemianowana na Gumlink i pozostała w rękach rodziny Bagger-Sørensen, potomków Holgera Sørensena. 
W 2008 Cadbury uruchomił fabrykę Skarbimierzu, w której między innymi uruchomiono produkcję gum Stimorol.
Marka Stimoroll jeszcze kilkukrotnie zmieniała właścicieli:  w 2010 Kraft Food przejął Cadbury a wraz z nim marki gum Trident i Stimoroll; w 2012 roku Kraft Food podzielił się na dwie firmy, z czego branża produkcji gum do żucia została wydzielona do Mondalez International, który od tej pory stał się właścicielem między innymi marki Stimorol; w 2022 Mondelez International sprzedał swoje udziały w rynku gum do żucia w Stanach Zjednoczonych, Kanadzie i Europie za 1,4 miliarda euro grupie Perfetti Van Melle (włosko-holenderska grupa, będąca właścicielem marek Mentos i Chupa Chups). Grupa przejęła między innymi marki Trident, Stimorol i Hollywood.

## Odniesienia w kulturze
- Gumy Stimorol są wymienione w piosence "Cinnamon" włoskiej grupy Offlaga Disco Pax(inne języki), z ich debiutanckiego albumu Socialismo tascabile z 2005 roku. Stwierdza ona, że po zniknięciu "rewolucyjnych" cynamonowych gum "Cinnamon" "byli tacy, którzy oddawali się duńskiemu Stimorolowi, i tacy, którzy zamiast tego brali narkotyki z Dentigomma"[20].

- Marka Stimorol pojawia się w scenie na początku filmu Christiane F. - My, dzieci z dworca Zoo: kiedy siostra Christiane, w momencie rozstania się z nią, oferuje jej gumę do żucia i wręcza jej charakterystyczną paczkę[21].